# Моруси
Моруси (пол. Morusy) — село в Польщі, у гміні Крипно Монецького повіту Підляського воєводства.
Населення — 33 особи (2011).
У 1975-1998 роках село належало до Білостоцького воєводства.

## Демографія
Демографічна структура станом на 31 березня 2011 року:
|          | Загалом | Допрацездатний вік | Працездатний вік | Постпрацездатний вік |
| -------- | ------- | ------------------ | ---------------- | -------------------- |
| Чоловіки | 15      | 1                  | 14               | 0                    |
| Жінки    | 18      | 4                  | 9                | 5                    |
| Разом    | 33      | 5                  | 23               | 5                    |